# Nämdö naturreservat
Nämdö naturreservat är ett naturreservat i Värmdö kommun i Stockholms län. Området är naturskyddat sedan 2002 och är 2 277 hektar stort. 
Reservatet omfattar två delar, den ena delen omfattar norra Nämdö inklusive Östanviks gård samt omgivande öar. Den andra delen omfattar några öar i Nämdöfjärden sydväst om Nämdö, däribland Rögrund och en stor del av Uvön. Reservatet består av tallskog, granskog och barrblandskog samt mindre partier av odlad mark och av sumpskog.